# Despre suflet (Aristotel)

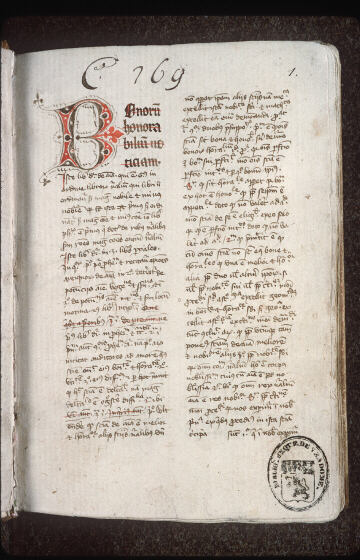
„Expositio et quaestiones” în Aristoteles De Anima (Jean Buridan, aprox. 1362)

Tratatul Despre suflet (greacă: Περὶ Ψυχῆς, Peri Psyches, latină: De anima) scris de Aristotel se alătură tratatelor de biologie ale lui Aristotel, care constituie aproape o treime din opera sa păstrată.
Aristotel definește sufletul ca principiu al vieții și al mișcării ființelor vii. De asemenea, Aristotel este interesat de sufletul uman ca principiu al inteligenței, dar în opoziție cu Platon, acest aspect nu are decât un loc secund, mai cu seamă viața animală impunând lucrarea.

## Definiția biologică a sufletului
Contrar lui Platon, care definea sufletul ca pe o realitate autonomă, separată de corp și unită accidental cu el, Aristotel, se interesează de suflet drept componentă esențială a acestui tot indisolubil care este ființa vie.
Principiu al vieții, sufletul este inclus în corp: el este ceva al corpului, care îi dă această calitate particulară de viu.
El este astfel strâns legat de organizarea corpului: o piatră (existență naturală inertă) sau o mașină (existență artificială) nu pot primi viața. Pe de altă parte, distrugerea unui singur organ este câteodată suficientă pentru a-i lua animalului calitatea sa esențială de viu.
Pentru a defini ceea ce este sufletul în raport cu corpul, Aristotel încearcă două comparații. Dacă securea ar avea suflet, acesta ar fi "securitul", adică aptitudinea de a tăia; dacă ochiul ar avea suflet, acesta ar fi capacitatea de a vedea (vederea). Ceea ce definește securea drept secure și ochiul drept ochi este perfecțiunea lor proprie (funcția lor); pentru suflet această perfecțiune este viața.
Aristotel numește acest principiu de perfecțiune entelehie. Sufletul este astfel definit drept "entelehia primară a unui corp organizat care posedă viața ca potențialitate". 
Aristotel de asemenea spunea ca sufletul este viata, neavind limite.

## Facultățile sufletului
- Sufletul ca principiu vital: hrănirea și reproducerea

Chiar la scara ei cea mai umilă, viața nu constă într-un proces pur mecanic și material. A se hrăni nu este tot una cu acumularea hranei și creșterea de o manieră nedefinită. Transformarea acestei hrane într-un fel anume mărește părțile corpului conform unei limite, unei proporții și unei armonii; sufletul este principiul care realizează această proporție armonioasă.
- Sufletul ca principiu senzorial

Pentru Aristotel, simțul nu este alterat de sensibil, senzația constând mai curând într-o trecere în act a sensibilului și totodată a facultății de a simți. De altfel, nu există contact corporal în senzație. Dimpotrivă, este nevoie de o anumită distanță între simț și lucru, un "mediu" ce transmite proprietățile sensibile ale lucrului.
- Sufletul ca principiu intelectual

Gândirea este legată de corp prin exercițiu, fiind total independentă de corp prin obiectul său. Această ambiguitate face deosebit de complexă rezolvarea problemei nemuririi sufletului, a cărei condiție esențială este capacitatea sa de a exercita o activitate proprie în afara corpului.
Aristotel compară gândirea cu senzația. Vederea degajă culorile lucrului, dar pentru aceasta ea are nevoie de lumină care face în același timp lucrul "vizibil" și ochiul "văzător". Gândirea are de asemenea nevoie de un echivalent al luminii pentru a supune lucrurile gândului. Această "lumină" intelectuală este numită de Aristotel "gândire în act".